# Mémoire partagée (communication inter-processus)
« Mémoire commune » redirige ici. Pour les autres significations, voir Mémoire commune (film).
Dans un contexte de la programmation concurrente, le partage de mémoire est un moyen de partager des données entre différents processus : une même zone de la mémoire vive est accédée par plusieurs processus. C'est le comportement de la mémoire de threads issus d'un même processus.
Pour cela, dans un système utilisant la pagination, la table de page de chaque processus contient les pages mémoires communes, mais chaque processus ne les voit pas nécessairement à la même adresse.